# الشیر
الشیر یک منطقهٔ مسکونی در سوریه است که در استان لاذقیه واقع شده‌است.

## خصوصیات
الشیر ۲٬۱۲۹ نفر جمعیت دارد.